# Parque cultural del Caribe
El Parque Cultural del Caribe fue un complejo cultural ubicado en Barranquilla, Colombia, dedicado a promover el patrimonio natural, cultural e histórico de la región Caribe colombiana. Fue concebido en 1998 por el exgobernador del Atlántico Gustavo Bell Lemus, Gabriel García Márquez y Julio Mario Santo Domingo en el marco de la restauración del Centro Histórico de Barranquilla.
Se preveía su construcción en 2002, pero por problemas administrativos fue postergada para 2007.
Estaba integrado en su primera etapa por el Museo del Caribe, la Biblioteca Infantil Piloto del Caribe, la Biblioteca Mediateca Macondo (especializada en la obra de Gabriel García Márquez), un centro de documentación, un salón de eventos múltiples y una plaza pública con teatro al aire libre. En su segunda etapa se habría complementado con el Museo de Arte Moderno de Barranquilla y la Cinemateca del Caribe.
El parque, como un todo, nunca fue inaugurado oficialmente. No obstante, desde mediados de 2007 se desarrollaron eventos culturales en sus instalaciones y en diciembre de 2008 y abril de 2009 fueron inaugurados la plaza Mario Santo Domingo y el Museo del Caribe, respectivamente; ejes centrales del mismo.
Para la culminación del proyecto, el distrito de Barranquilla aportó 1800 millones de pesos, hecho que fue cuestionado por veedurías ciudadanas, al considerar que ese dinero debería usarse para atender causas sociales.
Se consideró que sería el espacio público de mayor significación cultural para Barranquilla. Fue uno de los más importantes proyectos culturales en la cuenca del Gran Caribe.
El diseño arquitectónico del museo estuvo a cargo del arquitecto Giancarlo Mazzanti y el montaje fue desarrollado por el museólogo brasileño Marcello Dantas.

## Plaza Mario Santo Domingo

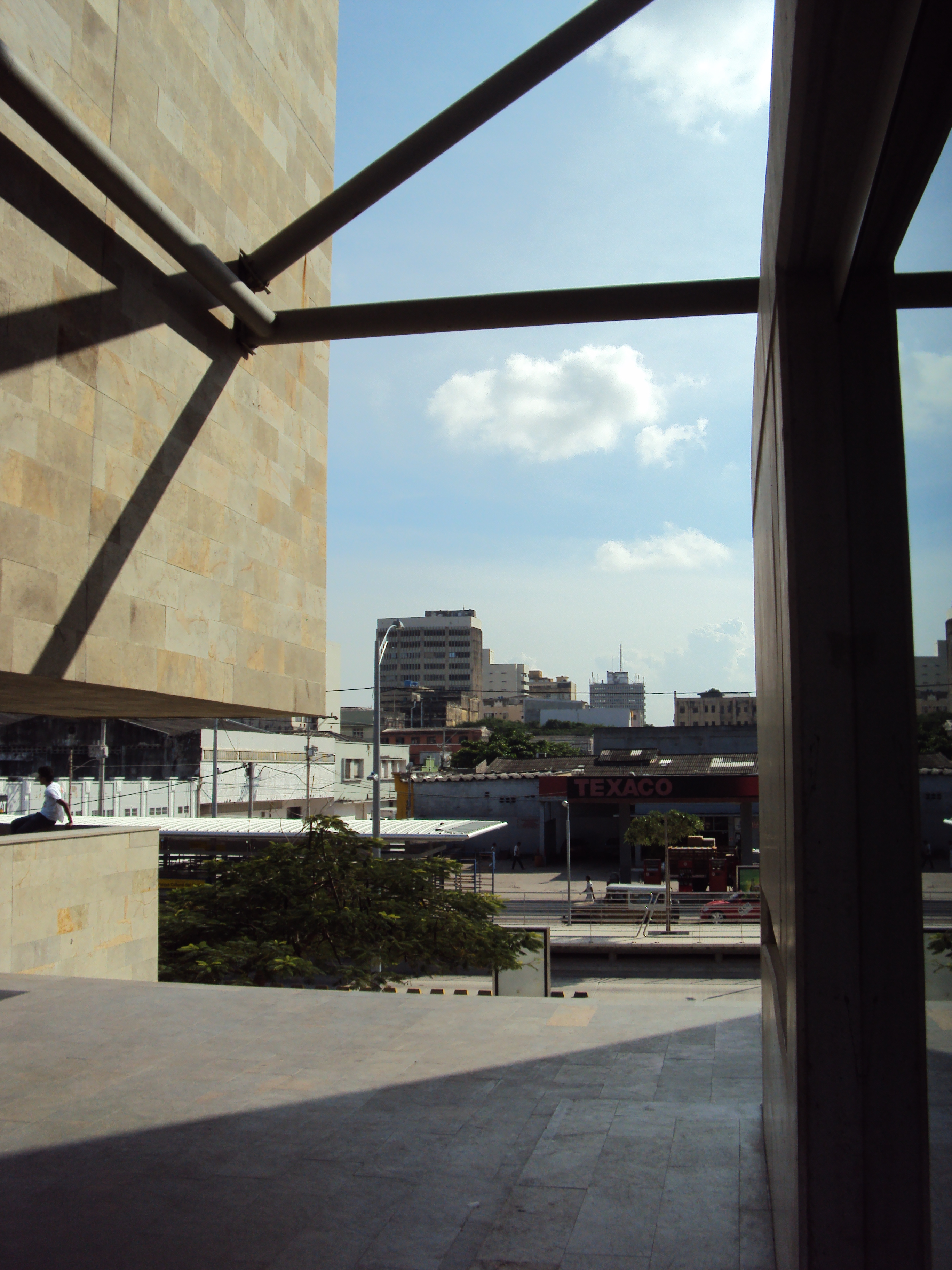
Vista de la ciudad desde el Parque Cultural del Caribe.

El martes 16 de diciembre de 2008, a las 10:00 de la mañana, se inauguró oficialmente la plaza Mario Santo Domingo, principal espacio público del parque, lo que significó de manera simbólica la apertura del centro cultural al público. En el acto protocolario de inauguración de la plaza estuvieron presentes la ministra de Cultura, Paula Marcela Moreno; el embajador de la República Popular China en Colombia, Li Changhua; el obispo auxiliar Víctor Tamayo, el gobernador del Atlántico, Eduardo Verano de la Rosa; el comandante de la Policía Metropolitana de Barranquilla, Óscar Gamboa, entre otros.
Su plaza principal era totalmente abierta. Al respecto su directora manifestó a medios locales que:

La decisión inicial de dejar totalmente abierta la plaza del Parque Cultural del Caribe es un reto enorme, pero fundamentalmente es un voto de confianza en la ciudadanía, por lo tanto exige que los ciudadanos tomen conciencia de su parte de responsabilidad en el mantenimiento y conservación de un espacio público de calidad.
Carmen Arévalo Correa

La plaza principal contó con más de 120 árboles de especies nativas, como lluvias de oro, mangos, robles morados, caibas bongas, acacias, palmas reales y almendros. Dentro de sus atractivos se encontraba una fuente seca con veinte chorros de agua y luces de colores, rodeada de un bosque de 420 tubos de acero inoxidable, con nebulizadores instalados en algunos de ellos, creando una especie de nube de vapor de agua que  refrescaba a los visitantes de la plaza. La población infantil contaba con un área especial de 625 m², con base de arena blanca, árboles y bancas. Un espejo de agua de 130 m² a lo largo de la avenida Olaya Herrera conectaba con uno de los costados del Museo del Caribe con la plaza. Adicionalmente, la plaza contó con bancas en teca, áreas verdes, jardines y un área libre conectada con el maderamen, especie de teatro al aire libre, como escenario para espectáculos masivos.
La plaza Mario Santo Domingo del Parque Cultural del Caribe fue una de las primeras experiencias en la ciudad que ofreció un espacio público de gran calidad, en cuanto a diseños y acabados, totalmente abierto, para el disfrute de los ciudadanos.

## Museo del Caribe

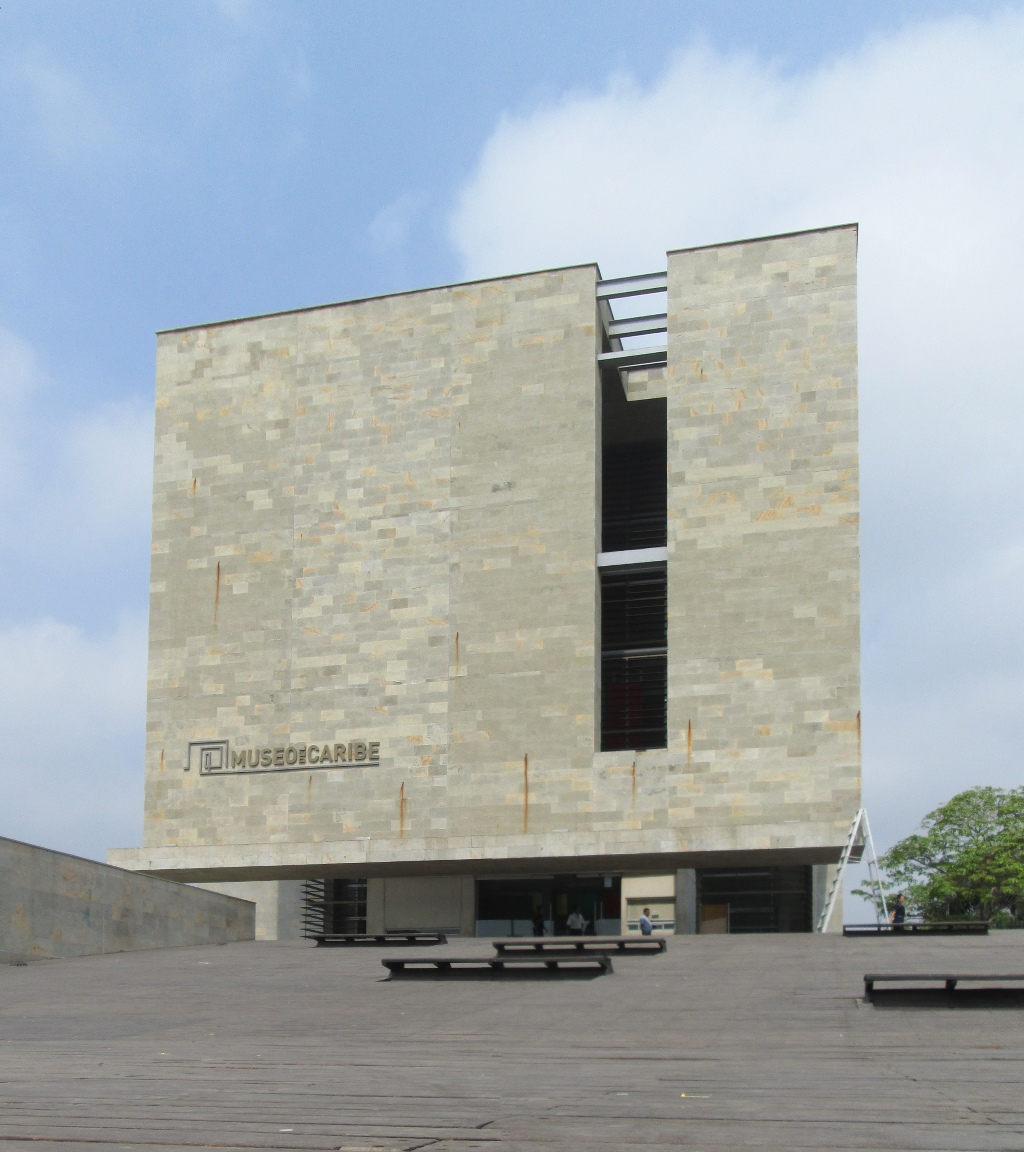

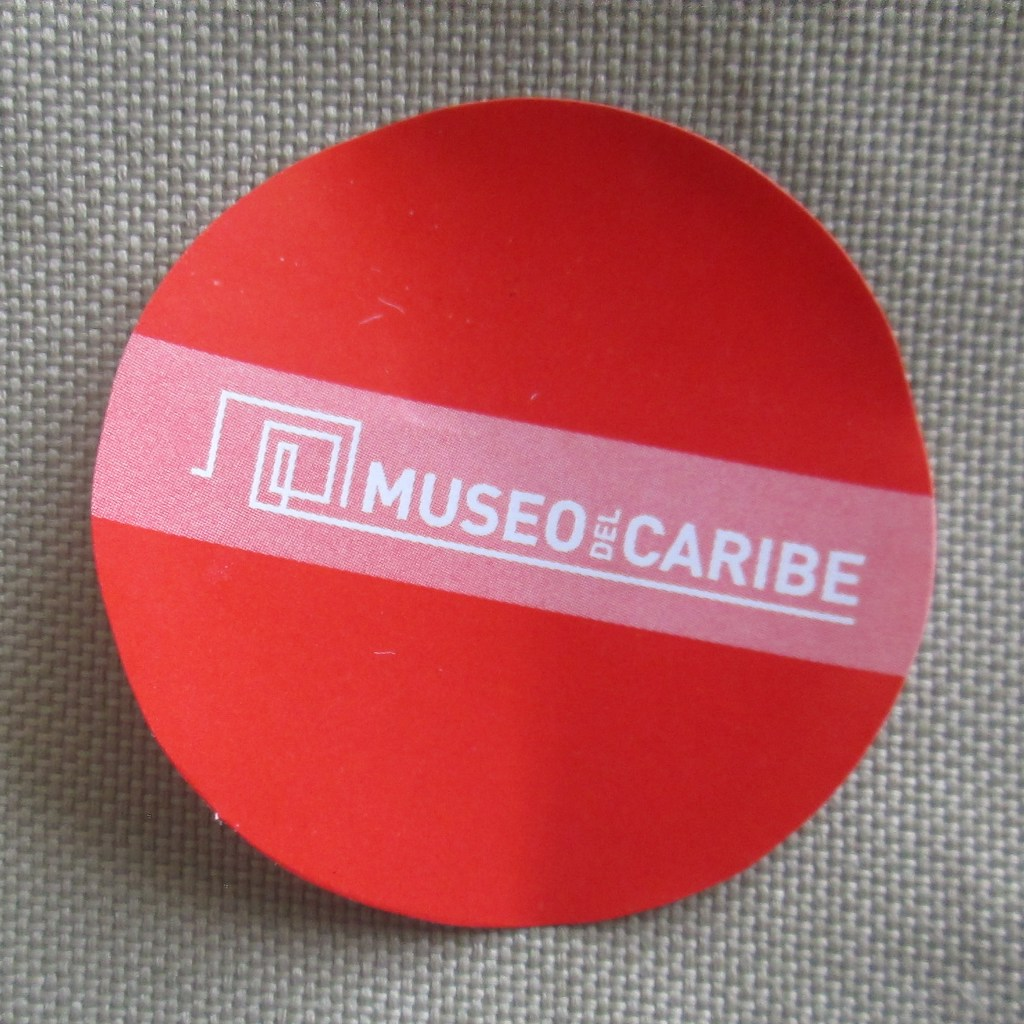

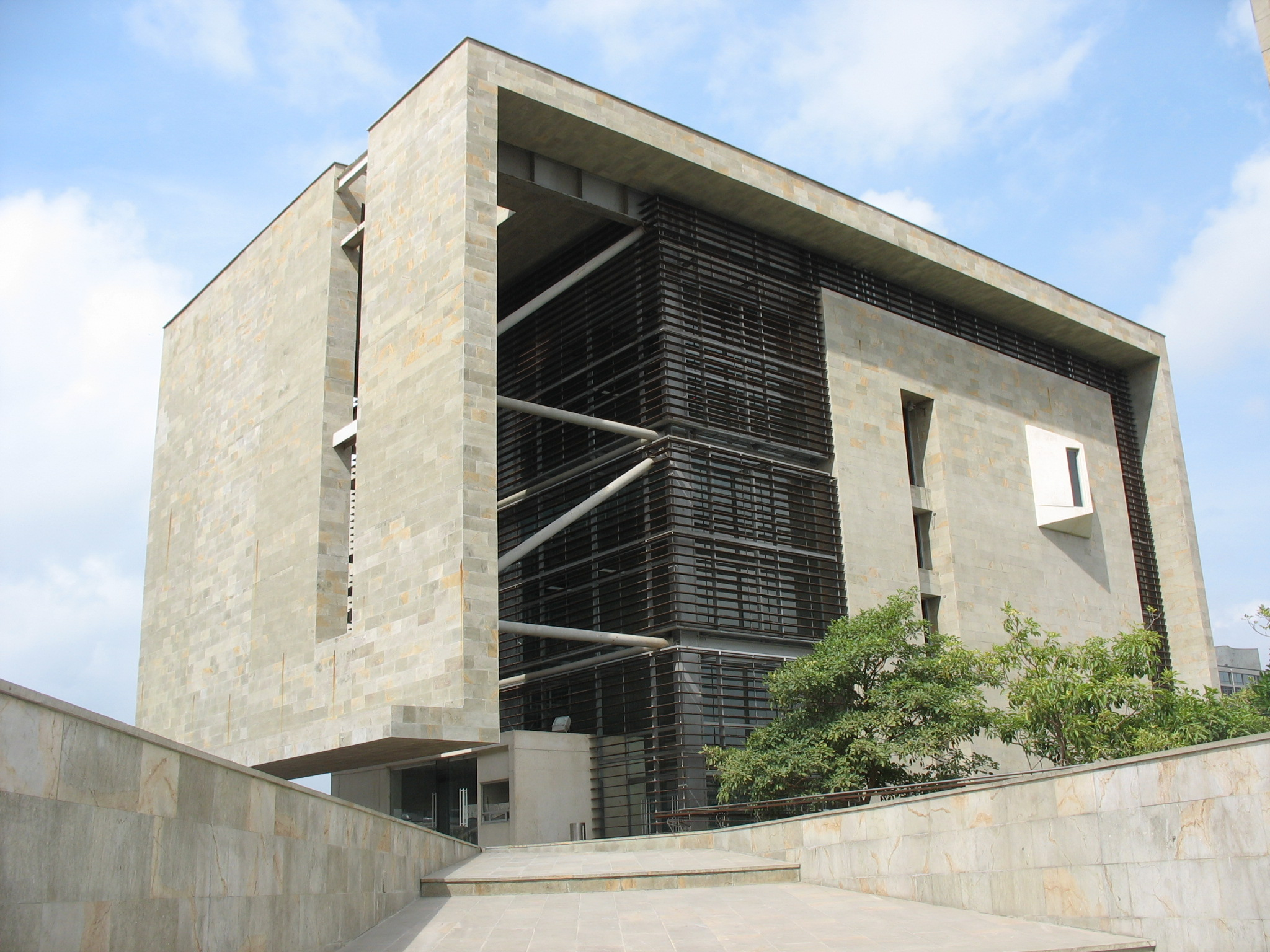

El Museo del Caribe, además de haber sido el primer museo regional del país, fue el eje central del Parque. Fue construido para albergar la memoria histórica, cultural y natural de los ocho departamentos del Caribe colombiano. El montaje del museo fue desarrollado bajo los lineamientos del curador brasileño Marcello Dantas, a partir de la historia y la cultura de la región.
El museo fue inaugurado formalmente el 24 de abril de 2009 en el marco del Encuentro de Ministros de Turismo adscritos a la Asociación de Estados del Caribe, y abrió sus puertas al público el sábado 25 de abril de 2009.

## Espacios[18]
El Parque brindaba la oportunidad de programar reuniones de juntas directivas, asambleas, congresos, lanzamiento de productos, ferias, foros, conversatorios, seminarios, cursos de capacitación, conciertos, talleres, ruedas de prensa. 

### Sala múltiple
Fue un espacio amplio y cómodo, dotado de silletería ergonómica adaptable para escritura, con sonido estéreo, consola mezcladora, juego de micrófonos inalámbricos y ayudas audiovisuales.

### Lobby del museo
Fue un área de 80 m², con una altura de 11 m, con abundante entrada de luz natural.

### Jardín interior
Fue un espacio destinado para el disfrute de la naturaleza y la arquitectura moderna. Un espejo de agua enmarca la entrada y dos mariposas forjadas en hierro constituyen el eje de este jardín. La transparencia del diseño incluye la Biblioteca Infantil Piloto del Caribe como parte este escenario.

### Teatro al aire libre
Amplio espacio que tenía como fondo el Museo del Caribe.

### Terraza al aire libre
Contaba con banca continua en concreto.